# Darwinovy hodinky – Věda na Zeměploše
Darwinovy hodinky – Věda na Zeměploše (The Science of Discworld III: Darwin's Watch) je třetím pokračováním populárně-naučné série knih, která kombinuje vědu a fantasy svět Zeměplochy. Jedná se tak o přímé pokračování knih Věda na Zeměploše a Koule - Věda na Zeměploše. I tentokrát jde o kombinaci zeměplošského pohledu na svět s pohledem soudobé vědy v tématech evoluce, červích děr, či problematiku velkých čísel. Autory jsou Terry Pratchett, Iann Stewart a Jack Cohen, kniha vyšla v roce 2006, česky v roce 2007 v překladu Jana Kantůrka a Dany Krejčové.